# Johann Ernst Altenburg
Johann Ernst Altenburg (Weißenfels (toen: hertogdom Saksen-Weißenfels nu: Saksen-Anhalt), 15 juni 1734 – Bitterfeld, 14 mei 1801) was een Duits componist, organist en trompettist.
Zijn vader Johann Kaspar Altenburg (1688-1761) werkte als veld- en concerttrompettist aan het hof van Weißenfels. In 1767 ging hij naar Landsberg bij Halle en kreeg daar een baan als organist. Twee jaar later vertrok hij naar Bitterfeld om daar ook als organist te werken. Zijn salarissen waren erg weinig, en hij kwam meer en meer in de armoede terecht.
Zijn publicatie Versuch einer Anleitung zur heroisch-musikalischen Trompeter- und Paukerkunst, Halle 1795, kan als oudste trompetmethode aangezien worden en in vakkringen ziet men het als een belangrijk getuigenis van de oude trompetterkunst (met natuurtrompetten - zonder ventielen) aan. In dit werk zijn er ook enkele composities, bijvoorbeeld op bladzijde 103 een Bicinium (klein duet) voor twee clarintrompetten; op bladzijde 104 een kleine fuga voor twee clarintrompetten; op bladzijde 105 een Bourrée voor twee clarintrompetten; op bladzijde 105 een Tricinium (Trio) in de vorm van een Polonaise; op bladzijde 107 en 108 een Quatrizinium (Kwartet) Allegro moderato en op bladzijde 110 het Koraal Aus meines Herzens Grunde voor drie clarintrompetten, 1 principaltrompet en pauken.
In het Anhang van zijn boek publiceerde hij een Concerto a VII clarini con tympani.